# Apanteles britannicus
Apanteles britannicus är en stekelart som beskrevs av Wilkinson 1941. Apanteles britannicus ingår i släktet Apanteles och familjen bracksteklar. Inga underarter finns listade i Catalogue of Life.